# Татарская Башмаковка
Татарская Башмаковка (тат. Кызан) — село в Приволжском районе Астраханской области, административный центр Татаробашмаковского сельсовета.

## География и климат
Село находится в дельте реки Волги.
В районе расположения села Волга делится на рукава Старая Волга, Бахтемир и Кизань.

## Историческая справка
Основана юртовскими татарами. Дата основания точно не известна. Первое документальное упоминание относится к 1614 году. Основателем считается некий предводитель из юртовских татаров по имени Гила Кызан. Описывается в работах С. Гмелина (1768 г.) и П. Небольсина. В старину[когда?]

 делилась на четыре родовых квартала — махалля. Каждый из них имел свою мечеть, совет старейшин — маслахат, подростковую организацию — джиен и названия: Курнат аул, Базар аул, Хужа аул, Кинегас аул. В окрестностях села много археологических памятников эпохи Хазарского каганата и Золотой Орды. Также есть два захоронения святых аулия Мансур ата и Куганны, особо почитаемых местным населением.

## Население
| 2002 | 2010  |
| ---- | ----- |
| 2492 | ↗2497 |

Национальный состав
| Национальность | Численность (2010) | Процент |
| -------------- | ------------------ | ------- |
| Татары         | 2212               | 88,2%   |
| Русские        | 208                | 8,3%    |
| Казахи         | 46                 | 1,8%    |
| Аварцы         | 8                  | 0,3%    |
| Башкиры        | 7                  | 0,3%    |
| Туркмены       | 6                  | 0,2%    |
| Коми           | 5                  | 0,2%    |
| Украинцы       | 3                  | 0,1%    |
| Не указана     | 13                 | 0,5%    |
| Всего          | 2508               | 100%    |

## Экономика
Основным занятием населения является выращивание тепличных овощных культур с дальнейшей поставкой их на рынки города Астрахани и страны. Также население работает на различных городских и местных предприятиях и учреждениях.

## Инфраструктура
- Почта ул. Ленина, 28[3]
- Детский сад «Василёк» ул. Ленина, 30
- Детский сад «Ромашка» ул. Ленина, 2, 22
- Амбулатория ул. Мусы Джалиля, 92
- Школа ул. Ленина, 41
- Шесть магазинов
- Два кафе
- Библиотека ул. Ленина, 32
- опорный пункт полиции ул. Ленина, 32
- Сельский клуб Кызан ул. Ленина, 1
- Сельсовет ул. Ленина, 34
- МФЦ Мои документы ул. Ленина, 34

## Религия
- Мечеть № 6 ул. Приклубная, 2

## Известные уроженцы
- Булат Маджидович Салиев (тат. Булат Мәҗит улы Салиев; 7 (15) мая 1882, с. Татарская Башмаковка Зацаревская волость Астраханская губерния — 4 октября 1938) — советский востоковед, тюрколог-историк первой половины XX века.

- Назымбек-хазрат Актажиевич Ильязов (22 апреля 1951 года — 4 марта 2023 года)- председатель Астраханского регионального духовного управления мусульман и муфтий Астраханской области (1994- февраль 2016)